# Кнежица (Козарска Дубица)
Кнежица је насељено мјесто у општини Козарска Дубица, Република Српска, БиХ. Према попису становништва из 1991. у насељу је живјело 626 становника.

## Географија
Налази се на половини пута између Приједора и Козарске Дубице, у западном дијелу Кнешпоља, и обухвата једну његову трећину.
У центру Кнежице се налази партизанско гробље са спомен музејом, стамбеним објектима, Домом културе, зградама Основне школе „Мајка Кнежопољка“, Земљорадничке задруге, парохијске цркве, са трговинским и угоститељским радњама, спортским теренима, са зградом поште, здравствене и ветеринарске амбуланте, зградом конфекције текстила, ca доста зеленила и украсног растиња.

## Историја
Према писаним изворима, име Кнежица (Кнежево Поље) је старо, средњовјековно, као и Кнешпоље; спомињу се први пут у 13. вијеку, када се тим топонимом означавала ријека уз коју су била имања кнезова Бабонића Благајских.
Кнежица је у прошлости три пута имала општинску управу. У раздобљу 1926—1941. године Кнежичку општину су сачињавала 12 села са 4.713 становника. Једно вријеме фузионисале су се општине Кнежица и Међувође (1930—1936) и обухватале 24 села, односно половину дубичког среза, са називом Кнешпоље. Од септембра 1941. до јуна 1942. Кнежица је опет сједиште општине. A одмах послије ослобођења формиран је мјесни одбор Кнежица (1945—1955). Кнежица је затим добила општинску управу 15. октобра 1955, која је укинута 31. августа 1958. године.

### Други свјетски рат (1941—1945)
Кнежица је познато партизанско мјесто из Другог свјетског рата. Један период времена овдје је де факто постојала слободна партизанска територија. На дан 30. јула 1941. године ноћу устаници Кнешпоља, предвођени Бошком и Милошем Шиљеговићем, извршили су напад на жандармеријске станице у Кнежици и Кадином Јеловцу. Заузета је жандармеријска станица у Кнежици и заробљена су 4 жандара и један усташа. Остали жандари побјегли су према Козарској Дубици. Пуцњи из Кнешпоља одјекнули су по цијелој Козари и јавили почетак устанка.
У току НОР-a са подручја Мјесне заједнице Кнежица погинуло је 1.675 становника, од тога 436 бораца и 1.239 жртава фашистичког терора. Требало је да прођу 32 године да би на овом подручју број становника достигао онај износ из 1941. године. Партизанску споменицу 1941. понијело је 116 људи из овог краја. Бранко Тубић, Петар Боројевић, Бошко Шиљеговић и Миле Тубић проглашени су за народне хероје.
Председник Тито је у Кнежици 27. јула 1951. открио споменик партизанским пилотима Фрањи Клузу и Рудију Чајавцу.

### Распад Југославије и рат 1991-1995
За вријеме распада Југославије и рата у БиХ Кнежица није претрпјела већа материјална страдања. Мјесто су гранатирале снаге Оружаних снага Републике Хрватске током безуспјешне офанзиве (Операција Уна 95) 18. и 19. септембра 1995. године, која је заустављена у Козарској Дубици.

## Култура
У Кнежици дјелује и Културно–умјетничко друштво „Кнешпоље“ које његује изворне пјесме ојкаче и чувено Козарачко коло.
У насељу се у дворишту цркве налази традиционална „Кнешпољска кућа“, коју је изградила црквена општина Кнежица.

## Привреда
Окосницу кнежичке привреде чине текстилна индустрија и творница безалкохолних пића. Земљорадничка задруга „Кнежица“, уједно и покретач и носилац развоја овог краја, била је домаћин 15. смотре рекордера у пољопривредној производњи СФРЈ одржаној 1-2. јуна 1990 на којој је присуствовало око 700 људи из свих крајева Југославије.

## Спорт
У Кнежици постоји фудбалски клуб Кнежопољац који је тренутно у трећој лиги Републике Српске.
Осим фудбалског, активан је и карате клуб „Вазаари“, који се све више истиче на домаћој карате–сцени.

## Демографија
Према попису из 1991. МЗ Кнежица има 3.676 житеља, од чега је 3.576 Срба.
Национални састав по насељеним мјестима у мјесној заједници Кнежица:
- Читлук — укупно: 425, Срби: 419, Хрвати: 1, Југословени: 4, остали: 1
- Доња Јутрогошта — укупно: 89, Срби: 88, Југословени: 1
- Доњи Јеловац — укупно: 466, Срби: 453, Хрвати: 3, Југословени: 5, остали: 5
- Горња Градина — укупно: 202, Срби: 194, Југословени: 2, остали: 6
- Кнежица — укупно: 626, Срби: 592, Хрвати: 1, Југословени: 20, остали: 13
- Крива Ријека — укупно: 121, Срби: 116, Југословени: 3, остали: 2
- Мало Двориште — укупно: 333, Срби: 318, Хрвати: 1, Југословени: 14
- Мирковац — укупно: 328, Срби: 326, Југословени: 2
- Мурати — укупно: 217, Срби: 216, Хрвати: 1
- Стригова — укупно: 354, Срби: 351, остали: 3
- Ушивац — укупно: 131, Срби: 130, Југословени: 1
- Велико Двориште — укупно: 384, Срби: 373, Хрвати: 2, Југословени: 4, остали: 5
- МЗ Кнежица — укупно: 3676, Срби: 3576, Хрвати: 9, Југословени: 56, остали: 35

| Националност       | 1991.         | 1981.         | 1971.         | 1961.         | 1953.         | 1948.         | 1930.         | 1921.         | 1910.         | 1895.         |
| Срби               | 3576 (97,29%) | 3375 (95,74%) | 3669 (99,62%) | 4053 (99,88%) | 4353 (99,86%) | 4357 (99,95%) | 4714 (99,83%) | 4644 (99,87%) | 4368 (99,45%) | 3722 (99,43%) |
| Југословени        | 56 (1,52%)    | 140 (3,97%)   | 11 (0,30%)    | 0             | 0             | 0             | 0             | 0             | 0             | 0             |
| Хрвати             | 9 (0,24%)     | 6 (0,18%)     | 3 (0,08%)     | 5 (0,12%)     | 6 (0,14%)     | 2 (0,05%)     | 8 (0,17%)     | 6 (0,13%)     | 17 (0,39%)    | 15 (0,40%)    |
| Муслимани          | 0             | 0             | 0             | 0             | 0             | 0             | 0             | 0             | 7 (0,16%)     | 6 (0,17%)     |
| остали и непознато | 35 (0,29%)    | 4 (0,11%)     | 0             | 0             | 0             | 0             | 0             | 0             | 0             | 0             |
| Укупно             | 3676          | 3525          | 3683          | 4058          | 4206          | 4359          | 4722          | 4650          | 4392          | 3743          |

| Демографија | Демографија | Демографија |
| Година      | Становника  | Становника  |
| ----------- | ----------- | ----------- |
| 1948.       | 179         |             |
| 1953.       | 185         |             |
| 1961.       | 222         |             |
| 1971.       | 264         |             |
| 1981.       | 342         |             |
| 1991.       | 626         |             |

## Знамените личности
- Миле Тубић, народни херој Југославије